# Ajuntament vell d'Anglès
L'Ajuntament vell d'Anglès, actualment Hotel d'entitats, és una obra del municipi d'Anglès inclosa en l'Inventari del Patrimoni Arquitectònic de Catalunya.

## Edifici
Edifici de planta rectangular que presideix la Plaça Major d'Anglès. Té tres plantes i golfes i la coberta a dues vessants a façana amb dos nivells tallats per les golfes. La façana està articulada en tres plantes separades per motllures i els dos pisos superiors tenen una decoració rectangular de fons, simulant grans carreus escairats, que la diferencien del pis inferior, decorat amb bandes horitzontals i un sòcol pintat d'un metre.
La planta baixa té dues grans obertures, la porta d'accés principal, de fusta i de vidre, a la part dreta de la façana i una gran finestra a la part esquerra que, com la porta principal, està emmarcada amb motllures de ciment.
El primer pis té dues obertures rectangulars i un balcó de ferro forjat que ocupa tota la llargada de la façana. Entre les finestres, també emmarcades amb motllures, hi ha un escut circular i antic de la vila i una placa commemorativa de marbre. La balconada està formada per tres grans blocs de pedra de Girona.
El segon pis té dues finestres amb balcons individuals que, com les finestres del primer pis, marcs de ciment simulant muntants i llindes i subratllant les obertures. Entre les finestres balconades hi ha un gran escut de la vila, amb llums de neó, de forma reticular. Els ampits dels balcons són fets de blocs monolítics de pedra de Girona.
El sostre de teula no és visible a simple cop d'ull, ja que està tapat per les deu mènsules amb decoració vegetal i per la cornisa horitzontal emergent.

## Història
L'Ajuntament fou reformat a finals del segle xix perquè sofrí un incendi provocat el 1882. A la placa de marbre de la façana, a l'altura del primer pis i commemorant la seva inauguració, hi diu solemnement:
CASA CONSISTORIAL 1903 SIENDO ALCALDE D.RAMON VILA
Actualment, l'Ajuntament de la vila és a Can Cendra, al carrer d'Avall.